# Мечеть Каззаз Саліха
Мече́ть Казза́з Салі́ха (тур. Kazzaz Salih Camii) — мечеть у центрі міста Едірне, Туреччина, збудована в османський період благодійником на ім'я Саліх з ремісників-каззазів (майстрів, що займалися обробкою шовку).
Точна дата будівництва мечеті невідома. Мінарет, основа якого виконана з міцного бутового каменю, має ознаки XV століття. Мечеть, яка тривалий час перебувала у напівзруйнованому стані, і від якої залишилися лише мінарет та кілька надгробків на хазіре (цвинтарі при мечеті), була взята на реставрацію Головним управлінням фондів у 2013 році. Після дворічних робіт мечеть була знову відкрита для богослужінь 19 червня 2015 року перед п'ятничною молитвою.